# Līna Mūze
Līna Mūze, född 4 december 1992, är en lettisk friidrottare som tävlar i spjutkastning.

## Karriär
Vid U23-europamästerskapen i friidrott 2013 tog hon guld i spjutkastning. Vid världsmästerskapen i friidrott 2023 placerade hon sig på en nionde plats.